# Sandefjord Futsal 2008-2009
Questa voce raccoglie le informazioni riguardanti il Sandefjord Futsal nelle competizioni ufficiali della stagione 2008-2009.

## Stagione
Il Sandefjord ha partecipato alla Futsal Eliteserie 2008-2009, primo campionato norvegese riconosciuto dalla Norges Fotballforbund. La squadra ha chiuso l'annata al 5º posto finale.

## Rosa
| N° | Naz.                | Ruolo | Sportivo    | Anno     |  |  |
| -- | ------------------- | ----- | ----------- | -------- |  |  |
|    | Norvegia (bandiera) |       | Arne Sagaas | 06.12.82 |  |  |

## Risultati

### Eliteserie

#### Girone di andata
| 29 novembre 2008, ore 14:00 1ª giornata | Sandefjord | 4 – 3 referto | Harstad | \| Arbitro: \| Hanssen \| |
| Arbitro:                                | Hanssen    |               |         |                           |

| 29 novembre 2008, ore 20:00 2ª giornata | KFUM Oslo               | 7 – 2 referto | Sandefjord | \| Arbitro: \| Smehus Kringstad (Oslo) \| |
| Arbitro:                                | Smehus Kringstad (Oslo) |               |            |                                           |

| 30 novembre 2008, ore 12:00 3ª giornata | Sandefjord | 8 – 3 referto | Holmlia | \| Arbitro: \| Åndal \| |
| Arbitro:                                | Åndal      |               |         |                         |

| 13 dicembre 2008, ore 12:00 4ª giornata | Solør              | 1 – 0 referto | Sandefjord | \| Arbitro: \| Hafsås (Trondheim) \| |
| Arbitro:                                | Hafsås (Trondheim) |               |            |                                      |

| 13 dicembre 2008, ore 18:00 5ª giornata | Sandefjord     | 10 – 5 referto | Bogstadveien | \| Arbitro: \| Steen (Bergen) \| |
| Arbitro:                                | Steen (Bergen) |                |              |                                  |

| 14 dicembre 2008, ore 14:00 6ª giornata | Vegakameratene | 2 – 5 referto | Sandefjord | \| Arbitro: \| Hanssen \| |
| Arbitro:                                | Hanssen        |               |            |                           |

| 3 gennaio 2009, ore 12:00 7ª giornata | Sandefjord       | 2 – 4 referto | Nidaros | \| Arbitro: \| Bjørndalen Røang \| |
| Arbitro:                              | Bjørndalen Røang |               |         |                                    |

| 3 gennaio 2009, ore 18:00 8ª giornata | Horten | 6 – 1 referto | Sandefjord | \| Arbitro: \| Akdas \| |
| Arbitro:                              | Akdas  |               |            |                         |

| 4 gennaio 2009, ore 12:00 9ª giornata | Sandefjord   | 6 – 2 referto | Fyllingsdalen | \| Arbitro: \| Rafiq (Oslo) \| |
| Arbitro:                              | Rafiq (Oslo) |               |               |                                |

#### Girone di ritorno
| 17 gennaio 2009, ore 14:00 10ª giornata | Harstad | 6 – 5 referto | Sandefjord | \| Arbitro: \| Hussain \| |
| Arbitro:                                | Hussain |               |            |                           |

| 17 gennaio 2009, ore 20:00 11ª giornata | Sandefjord | 3 – 4 referto | KFUM Oslo | \| Arbitro: \| Myhren \| |
| Arbitro:                                | Myhren     |               |           |                          |

| 18 gennaio 2009, ore 12:00 12ª giornata | Holmlia | 6 – 5 referto | Sandefjord | \| Arbitro: \| Hanssen \| |
| Arbitro:                                | Hanssen |               |            |                           |

| 24 gennaio 2009, ore 12:00 13ª giornata | Sandefjord | 4 – 3 referto | Solør | \| Arbitro: \| Myhren \| |
| Arbitro:                                | Myhren     |               |       |                          |

| 24 gennaio 2009, ore 18:00 14ª giornata | Bogstadveien | 5 – 7 referto | Sandefjord | \| Arbitro: \| Petkovic \| |
| Arbitro:                                | Petkovic     |               |            |                            |

| 25 gennaio 2009, ore 12:00 15ª giornata | Sandefjord       | 4 – 7 referto | Vegakameratene | \| Arbitro: \| Bjørndalen Røang \| |
| Arbitro:                                | Bjørndalen Røang |               |                |                                    |

| 14 febbraio 2009, ore 12:00 16ª giornata | Nidaros | 9 – 3 referto | Sandefjord | \| Arbitro: \| Akdas \| |
| Arbitro:                                 | Akdas   |               |            |                         |

| 14 febbraio 2009, ore 14:00 17ª giornata | Sandefjord | 5 – 1 referto | Horten | \| Arbitro: \| Lyngbø \| |
| Arbitro:                                 | Lyngbø     |               |        |                          |

| 15 febbraio 2009, ore 10:00 18ª giornata | Fyllingsdalen | 2 – 5 referto | Sandefjord | \| Arbitro: \| Thorsø Hansen \| |
| Arbitro:                                 | Thorsø Hansen |               |            |                                 |